# Abbéville-la-Rivière
Abbéville-la-Rivière là một xã ở tỉnh Essonne thuộc vùng Île-de-France miền bắc nước Pháp.
Theo điều tra dân số năm 1999, dân số xã này là 262 người. Ước tính dân số năm 2004 là 282.